# Átalo (hijo de Andrómenes)
Átalo (en griego Aτταλoς; vivió en el siglo IV a. C.), hijo de Andrómenes, uno de los oficiales de Alejandro Magno, fue acusado junto con dos de sus hermanos Amintas y Simmias de haber participado en la conspiración de Filotas en el 330 a. C pero, fue absuelto al igual que sus hermanos. En el año 328 a. C. se quedó con Poliperconte y otros oficiales en Bactria mientras Alejandro marchaba contra los sogdianos. Acompañó a Alejandro en su campaña en India en la que realizó trabajos de gran importancia. Durante la última enfermedad de Alejandro, 323 a. C, fue uno de los siete oficiales designados que pasaron la noche en el Templo de Enki en Babilonia, con la orden de averiguar la voluntad del dios si Alejandro debería ser llevado al templo.
Tras la muerte de Alejandro, Átalo decidió unirse al partido de Perdicas cuya hermana, Atalante, se había casado con él. Acompañó a su cuñado en su desafortunada campaña en Egipto en el 321 en la que tuvo el comando de la flota. Tras el asesinato de Pérdicas, todos sus amigos fueron condenados por el ejército; Atalante que se encontraba en el campamento también fue ejecutada, pero Átalo escapó del destino de su esposa y sus amigos ya que se encontraba en Pelusio con la flota. Inmediatamente navegó hacia Tiro donde se encontraban los tesoros de Pérdicas. Estos, que llegaban a la suma de 800 talentos, fueron entregados por Arquelao, que había sido elegido gobernador de la ciudad, y por medio de estos se encontró muy pronto al frente de un ejército de 10.000 hombres de infantería y 800 de caballería. Se quedó un tiempo en Tiro reuniendo a los amigos de Pérdicas que habían escapado del ejército; pero entonces, en lugar de unir sus fuerzas con Alcetas, hermano de Pérdicas, navegó hacia las costas de Caria, donde entró en conflicto con los rodios quienes lo vencieron completamente en un combate naval. Después de esto, se unió a Alcetas; pero, sus fuerzas fueron derrotadas en Pisidia por Antígono quien había conducido la guerra contra el partido de Pérdicas. Alcetas logró escapar por algún tiempo, pero Átalo y muchos otros fueron hechos prisioneros. Esto ocurrió en 320 y él y sus compañeros permanecieron cautivos hasta el 317, cuando ellos idearon en cierta ocasión una forma de dominar a los guardias (posiblemente sobornándolos) y obtuvieron la posesión del castillo en el que habían sido confinados. Antes de que pudiesen completar su escape, el castillo fue rodeado por las tropas que se encontraban en los alrededores. Sin embargo, continuaron la defensa del castillo durante un año y cuatro meses; pero, la superioridad numérica al fin los obligó a rendirse. Tras esto, no hay noticias sobre Átalo, sólo se sabe que sus hijas estuvieron con Olimpia en el año 317.